# Teresa Lubomirska
Teresa Lubomirska (ur. 1 stycznia 1685, zm. 6 stycznia 1712) – polska księżna.
Córka Józefa Karola Lubomirskiego i Teofili Ludwiki Zasławskiej. 15 grudnia 1701 roku poślubiła Karola III Filipa, przyszłego elektora Palatynatu .

## Wywód przodków
| 4. Aleksander Michał Lubomirski          |  |                              |  |  |                      |
|                                          |  | 2. Józef Karol Lubomirski    |  |  |                      |
| 5. Helena Tekla Ossolińska               |  |                              |  |  |                      |
|                                          |  |                              |  |  | 1. Teresa Lubomirska |
| 6. Władysław Dominik Zasławski-Ostrogski |  |                              |  |  |                      |
|                                          |  | 3. Teofila Ludwika Zasławska |  |  |                      |
| 7. Katarzyna Sobieska                    |  |                              |  |  |                      |
|                                          |  |                              |  |  |                      |